# Cléry-le-Grand
Cléry-le-Grand är en kommun i departementet Meuse i regionen Grand Est (tidigare regionen Lorraine) i nordöstra Frankrike. Kommunen ligger i kantonen Dun-sur-Meuse som tillhör arrondissementet Verdun. År 2022 hade Cléry-le-Grand 89 invånare.

## Befolkningsutveckling
Antalet invånare i kommunen Cléry-le-Grand
| Referens: INSEE |